# Pigeonnier-chapelle du Bruel
Le pigeonnier-chapelle du Bruel est un pigeonnier et une chapelle situés en France sur la commune de Nieudan (Cantal), en région Auvergne-Rhône-Alpes.

## Localisation
Le monument se trouve dans le hameau du Bruel.

## Historique
Petit château construit au XVIIe siècle, probablement à partir ou à l'emplacement d'une construction antérieure. Vers 1850, un petit corps de bâtiment est ajouté pour loger le régisseur, et les intérieurs sont redécorés à cette époque.

### Protection
Le pigeonnier-chapelle est inscrit au titre des monuments historiques par arrêté du 7 avril 2008.

## Description
Maison forte composée d’un logis rectangulaire en moellons de granit, flanqué d’une tour carrée. Elle est accompagnée d’un pigeonnier circulaire, bas et trapu, bien conservé. Une petite chapelle au rez-de-chaussée, sous le fenil et le pigeonnier, présente un décor peint du début du XVIIe siècle.